# Trail
För andra betydelser, se Trail (olika betydelser).
Trail är en stad i regionen West Kootenay i inre British Columbia i Kanada. Den namngavs efter Dewdney Trail, som passerar förbi staden. Trail hade år 2011 7 681 invånare.

## Kända personer
- Jason Bay, basebollspelare[3]